# Anti-Japan War Online
Anti-Japan War Online (tiếng Trung: 抗戰在線, Kháng chiến tại tuyến) là một game nhập vai trực tuyến nhiều người chơi mang tính tuyên truyền do hãng PowerNet Technology của Trung Quốc sản xuất và phát hành vào ngày 26 tháng 9 năm 2008.
Đích thân Đoàn Thanh niên Cộng sản Trung Quốc đã tài trợ tựa game này, trò chơi đưa người chơi hóa thân vào vai một người lính Trung Quốc tham gia chiến tranh kháng Nhật. Đoàn đã coi sản phẩm này là "trò chơi đậm chất yêu nước" và sẽ không bao gồm tùy chọn cho người chơi vào vai binh lính phe Nhật. Game cho phép người chơi lựa chọn 17 nhân vật Trung Quốc thuộc đủ mọi tầng lớp với mục tiêu bảo vệ đất nước trong cuộc chiến tranh này. Trò chơi đang tạo ra rất nhiều sự cường điệu từ các game thủ trẻ tuổi ở Trung Quốc ngay cả trước khi phát hành. Mức độ bạo lực được giảm xuống và cảnh chiến đấu chỉ được thể hiện ở dạng thu nhỏ. Thêm vào đó, việc giết những người lính khác bị cấm trong game. Khung thời gian được mô tả trong game là từ năm 1937 đến năm 1945.